# 1993–1994-es magyar női labdarúgó-bajnokság (első osztály)
A magyar női labdarúgó-bajnokság első osztályában 1993–94-ben 13 csapat küzdött a bajnoki címért. A László Kórház a második csapatával is benevezett. A tizedik hivatalos bajnokságban a László Kórház szerezte meg a bajnoki címet 100 százalékos teljesítménnyel. A címvédő a Renova Spartacus csapata volt.

## Végeredmény
| #   | Csapat                    | M  | GY | D | V  | G+ – G– | GK   | P  | Megjegyzések |
| --- | ------------------------- | -- | -- | - | -- | ------- | ---- | -- | ------------ |
| 1.  | Tüvati-László Kórház      | 24 | 24 | 0 | 0  | 164–20  | +144 | 48 | Bajnok       |
| 2.  | Renova SpartacusCV        | 24 | 22 | 0 | 2  | 136–13  | +123 | 44 |              |
| 3.  | 1. FC Femina '93          | 24 | 15 | 4 | 5  | 73–29   | +44  | 34 |              |
| 4.  | Pécsi Fortuna-BAT         | 24 | 16 | 2 | 6  | 72–25   | +47  | 34 |              |
| 5.  | Egri Freddy-Lendület      | 24 | 14 | 0 | 10 | 74–48   | +26  | 28 |              |
| 6.  | Szolnoki TE               | 24 | 11 | 3 | 10 | 66–45   | +21  | 25 |              |
| 7.  | Pepita Sárkányok SC       | 24 | 9  | 4 | 11 | 34–55   | −21  | 22 |              |
| 8.  | Szegedi Boszorkányok      | 24 | 10 | 2 | 12 | 53–71   | −18  | 22 |              |
| 9.  | Íris SC-Fornax            | 24 | 6  | 7 | 11 | 32–54   | −22  | 19 |              |
| 10. | Tüvati-László Kórház II   | 24 | 8  | 3 | 13 | 52–57   | −5   | 19 |              |
| 11. | Győri Patent Ciklámen TSE | 24 | 5  | 0 | 19 | 31–69   | −38  | 10 |              |
| 12. | Pentele SC                | 24 | 2  | 2 | 20 | 13–106  | −93  | 6  |              |
| 13. | Jászdózsai NFC            | 24 | 0  | 1 | 23 | 4–212   | −208 | 1  |              |

A bajnok László Kórház játékosai
Bauer Istvánné (17), Kövesi Gabriella (8) kapusok – Horváth Tünde (1), Kalocsai Klára (13), Komáromi Katalin (11), Efroszina Kovacseva (21), Carmen Marinau (3), Mester Katalin (22), Milassin Erzsébet (7), Molnár Anikó (23), Nagy Mariann (5), Paraoánu Aranka (19), Pribéli Judit (22), Ruff Szilvia (3), Schumi Dorottya (21), Sebestyén Györgyi (17), Stefán Krisztina (23), Szalma Rita (7), Szarka Éva (21) Tóth Judit (22), Vrábel Ibolya (3).
Edző: Magyari László

## A góllövőlista élmezőnye
| Gól                                                 | Név                 | Csapat                    |
| --------------------------------------------------- | ------------------- | ------------------------- |
| 44                                                  | Fülöp Beáta         | Renova Spartacus          |
| 39                                                  | Bökk Katalin        | Femina                    |
| 38                                                  | Szarka Éva          | László Kórház             |
| 30                                                  | Szabó Ilona         | Egri Lendület SE          |
| 24                                                  | Doina Rus           | Szegedi Boszorkányok      |
| 23                                                  | Stefán Krisztina    | László Kórház             |
| 22                                                  | Arnold Anita        | Pécsi Fortuna FC          |
| 21                                                  | Mester Katalin      | László Kórház             |
| 20                                                  | Efroszina Kovacseva | László Kórház             |
| 19                                                  | Bárfy Ágnes         | Renova Spartacus          |
| 19                                                  | Pádár Anita         | Szolnoki TE               |
| 18                                                  | Ferencz Éva         | Pécsi Fortuna FC          |
| 17                                                  | Bajkó Rita          | Renova Spartacus          |
| 17                                                  | Gál Rozália         | Egri Lendület SE          |
| 15                                                  | Lévay Andrea        | Szolnoki TE               |
| 14                                                  | Schumi Dorottya     | László Kórház             |
| 13                                                  | Oláh Eszter         | Renova Spartacus          |
| 13                                                  | Pálszabó Beáta      | Szolnoki TE               |
| 13                                                  | Ruff Szilvia        | László Kórház             |
| 13                                                  | Molnár Mónika       | Győri Patent Ciklámen TSE |
| 13                                                  | Pribéli Judit       | László Kórház             |
| Forrás: Futball '94 (Budapest, 1995) ISSN 1217-873X |                     |                           |